# Savoia-Racconigi

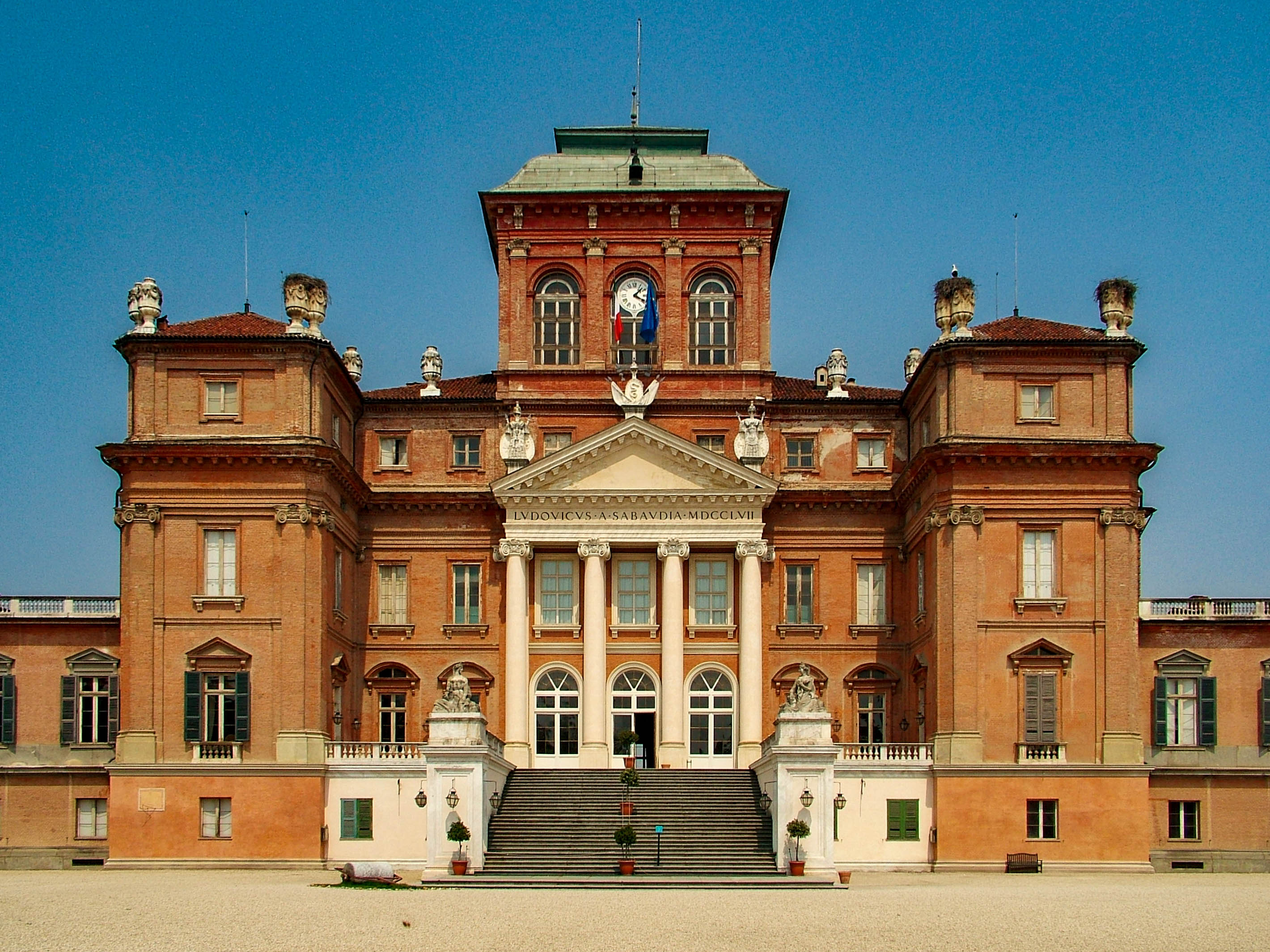
Il Castello di Racconigi, nel medioevo residenza dei Savoia-Racconigi

Per Savoia-Racconigi si intende un ramo di Casa Savoia nato con Ludovico I (c. 1390 – 1459), figlio naturale di Ludovico di Savoia-Acaia (1366 – 1418),  ed estintosi nel 1605 con la scomparsa dell'ultimo suo esponente Bernardino II, privo di eredi. Si ricorda il matrimonio del 1583 tra Filiberto di Savoia, figlio di Ludovico I, e Ottavia Solari di Moretta († 1585), ramo di casa Solari.
I membri del ramo Savoia-Racconigi, signori dell'omonimo feudo, ottennero per atto di Carlo Emanuele I il secondo posto in linea di successione alla corona sabauda, dopo il ramo dei cugini Savoia-Nemours, nel 1581, ma la casata si estinse nel 1605.

## Origini
Nel 1414 Ludovico di Savoia-Acaia nomina suo successore il figlio naturale Ludovico I che ricevette il titolo di Signore di Racconigi e Migliabruna. Il Duca Amedeo VIII ratificò l'atto di successione e investì Ludovico nel 1443 del titolo di Marchese attribuendogli il feudo comprendente i territori di Racconigi, Migliabruna Pancalieri, Cavour, Castelrainero e rendite provenienti dalla comunità di Villafranca.
I Savoia-Racconigi furono dediti e leali alla corona ducale. Tuttavia non disdegnarono di allearsi con il vicino Marchesato di Saluzzo nel 1456.
Nei periodi successivi si distinsero come fedeli custodi delle terre ducali a sud di Torino, ricoprendo incarichi di rilievo presso la corte e diventando la seconda famiglia della casata destinata a succedere al trono.
Si estinsero con la morte di Bernardino II e nel 1620 il loro feudo, compresa il Castello di Racconigi dove risiedevano, diventò parte integrante delle terre assegnate al Principe di Carignano.

## Signori di Savoia-Racconigi
- Ludovico I, signore poi marchese di Racconigi (1391-1459), capostipite, sposa nel 1412 Alice de Montbel.
- Francesco, marchese di Racconigi, governatore di Vercelli († 1503) sposa Catherine de Seyssel.
- Claudio, marchese di Racconigi († 1521), governatore di Vercelli, sposa nel 1476 Ippolita Borromeo.
- Bernardino I, marchese di Racconigi, governatore di Vercelli († ante 1526)[5] sposa Violante Adorno.
- Ludovico II († c. 1536), marchese di Racconigi, Luogotenente di Torino (1536), Cavaliere dell'ordine di Malta
- Filippo, marchese di Racconigi († 1581) sposa Paola Costa dei signori di Mirandolo.
- Bernardino II, marchese di Racconigi († 1605) sposa 1577 Isabella de Grillet.

## Estinzione del ramo
Nel 1605 Bernardino II, ultimo esponente del ramo Savoia-Racconigi, morì senza eredi. La vedova Isabella de Glillet dispose che l'eredità venisse destinata al Duca Carlo Emanuele I, riservandosi l'usufrutto del castello di Racconigi fino alla sua morte. Nel 1625 anche il castello divenne proprietà ducale.

## Tavola genealogica e di successione
|                                             |                                             |                                                  |                                                  |                    |                    |                          |                          |                                                        |                                                        |                                                           |                                                           |                                                                          |                                                                          |                                                                      |                                                                      |                                                                           |                                                                           |                                                          |                                                          |                                                         | |                                                                |                                                                |                                                  |                                                  |             |             |
|                                             |                                             |                                                  |                                                  |                    |                    |                          |                          |                                                        |                                                        |                                                           |                                                           |                                                                          |                                                                          |                                                                      |                                                                      |                                                                           |                                                                           |                                                          |                                                          |                                                         | · Ramo Acaia · Ludovico I · *1391 †1459 · Signore di Racconigi · 1414-1459 · ⚭ Alice de Montbel · *? †1454/1464 |                                                                |                                                                |                                                  |                                                  |             |             |
|                                             |                                             |                                                  |                                                  |                    |                    |                          |                          |                                                        |                                                        |                                                           |                                                           |                                                                          |                                                                          |                                                                      |                                                                      |                                                                           |                                                                           |                                                          |                                                          |                                                         | |                                                                |                                                                |                                                  |                                                  |             |             |
|                                             |                                             |                                                  |                                                  |                    |                    |                          |                          |                                                        |                                                        |                                                           |                                                           |                                                                          |                                                                          |                                                                      |                                                                      |                                                                           |                                                                           |                                                          |                                                          |                                                         | |                                                                |                                                                |                                                  |                                                  |             |             |
|                                             |                                             |                                                  |                                                  |                    |                    |                          |                          |                                                        |                                                        |                                                           |                                                           |                                                                          |                                                                          |                                                                      |                                                                      | Francesco *? † ante 1503 Signore di Racconigi ⚭ Caterina de Seyssel *? †? | Francesco *? † ante 1503 Signore di Racconigi ⚭ Caterina de Seyssel *? †? | Maria *? † post 1471 ⚭ Amedeo Aimone de Seyssel *? †1466 | Maria *? † post 1471 ⚭ Amedeo Aimone de Seyssel *? †1466 | Ludovico *? † ante 1503 ⚭ Francesca di Saluzzo fl. 1493 | Ludovico *? † ante 1503 ⚭ Francesca di Saluzzo fl. 1493                                                         | Alice *? † post 1464 ⚭ Innocenzo Fieschi di Masserano fl. 1460 | Alice *? † post 1464 ⚭ Innocenzo Fieschi di Masserano fl. 1460 | Barbara *? † post 1464 ⚭ Galeazzo di Tenda *? †? | Barbara *? † post 1464 ⚭ Galeazzo di Tenda *? †? | Lucia *? †? | Lucia *? †? |
|                                             |                                             |                                                  |                                                  |                    |                    |                          |                          |                                                        |                                                        |                                                           |                                                           |                                                                          |                                                                          |                                                                      |                                                                      |                                                                           |                                                                           |                                                          |                                                          |                                                         | |                                                                |                                                                |                                                  |                                                  |             |             |
|                                             |                                             |                                                  |                                                  |                    |                    |                          |                          |                                                        |                                                        |                                                           |                                                           |                                                                          |                                                                          |                                                                      |                                                                      |                                                                           |                                                                           |                                                          |                                                          |                                                         | |                                                                |                                                                |                                                  |                                                  |             |             |
|                                             |                                             |                                                  |                                                  |                    |                    |                          |                          |                                                        |                                                        |                                                           |                                                           |                                                                          | Claudio *? †1521 Signore di Racconigi ⚭ Ippolita Borromeo fl. 1476       | Claudio *? †1521 Signore di Racconigi ⚭ Ippolita Borromeo fl. 1476   | Bernardino *? †1526                                                  | Bernardino *? †1526                                                       | Annibale *? †?                                                            | Annibale *? †?                                           | Maria *? †1510                                           | Maria *? †1510                                          | |                                                                |                                                                |                                                  |                                                  |             |             |
|                                             |                                             |                                                  |                                                  |                    |                    |                          |                          |                                                        |                                                        |                                                           |                                                           |                                                                          |                                                                          |                                                                      |                                                                      |                                                                           |                                                                           |                                                          |                                                          |                                                         | |                                                                |                                                                |                                                  |                                                  |             |             |
|                                             |                                             |                                                  |                                                  |                    |                    |                          |                          |                                                        |                                                        |                                                           |                                                           |                                                                          |                                                                          |                                                                      |                                                                      |                                                                           |                                                                           |                                                          |                                                          |                                                         | |                                                                |                                                                |                                                  |                                                  |             |             |
|                                             |                                             |                                                  |                                                  |                    |                    |                          |                          |                                                        |                                                        |                                                           |                                                           | Bernardino I *? † ante 1526 Signore di Racconigi ⚭ Violante Adorno *? †? | Bernardino I *? † ante 1526 Signore di Racconigi ⚭ Violante Adorno *? †? | Antonio Luigi *? †?                                                  | Antonio Luigi *? †?                                                  |                                                                           |                                                                           |                                                          |                                                          |                                                         | |                                                                |                                                                |                                                  |                                                  |             |             |
|                                             |                                             |                                                  |                                                  |                    |                    |                          |                          |                                                        |                                                        |                                                           |                                                           |                                                                          |                                                                          |                                                                      |                                                                      |                                                                           |                                                                           |                                                          |                                                          |                                                         | |                                                                |                                                                |                                                  |                                                  |             |             |
|                                             |                                             |                                                  |                                                  |                    |                    |                          |                          |                                                        |                                                        |                                                           |                                                           |                                                                          |                                                                          |                                                                      |                                                                      |                                                                           |                                                                           |                                                          |                                                          |                                                         | |                                                                |                                                                |                                                  |                                                  |             |             |
|                                             |                                             |                                                  |                                                  |                    |                    |                          |                          | Ludovico II *? †~1536 Signore di Racconigi             | Ludovico II *? †~1536 Signore di Racconigi             | Filippo *? †1581 Signore di Racconigi ⚭ Paola Costa *? †? | Filippo *? †1581 Signore di Racconigi ⚭ Paola Costa *? †? | Claudio *? † post 1579 ⚭ Maria Gondi fl. 1576                            | Claudio *? † post 1579 ⚭ Maria Gondi fl. 1576                            | Carlo *? †?                                                          | Carlo *? †?                                                          | Francesco *? †1544 ⚭ Margherita Bolleris *? †1589                         | Francesco *? †1544 ⚭ Margherita Bolleris *? †1589                         |                                                          |                                                          |                                                         | |                                                                |                                                                |                                                  |                                                  |             |             |
|                                             |                                             |                                                  |                                                  |                    |                    |                          |                          |                                                        |                                                        |                                                           |                                                           |                                                                          |                                                                          |                                                                      |                                                                      |                                                                           |                                                                           |                                                          |                                                          |                                                         | |                                                                |                                                                |                                                  |                                                  |             |             |
|                                             |                                             |                                                  |                                                  |                    |                    |                          |                          |                                                        |                                                        |                                                           |                                                           |                                                                          |                                                                          |                                                                      |                                                                      |                                                                           |                                                                           |                                                          |                                                          |                                                         | |                                                                |                                                                |                                                  |                                                  |             |             |
| Bernardino II *? †1605 Signore di Racconigi | Bernardino II *? †1605 Signore di Racconigi | Violante *? †? ⚭ Ottavio Henry de Crémieux *? †? | Violante *? †? ⚭ Ottavio Henry de Crémieux *? †? | Francesco *? †1571 | Francesco *? †1571 | Amedeo Ludovico fl. 1562 | Amedeo Ludovico fl. 1562 | Filiberto *?sposa 1583 Ottavia Solari di Moretta †1585 | Filiberto *?sposa 1583 Ottavia Solari di Moretta †1585 | Bona *? † post 6.II.1606 ⚭ Claudio di Challant fl. 1577   | Bona *? † post 6.II.1606 ⚭ Claudio di Challant fl. 1577   | Claudina *? †1617 ⚭ Besso I Ferrero Fieschi fl. 1570                     | Claudina *? †1617 ⚭ Besso I Ferrero Fieschi fl. 1570                     | Luisa *? †? ⚭ Luigi Isnardi Roero di Castello Conte di Sanfrè. *? †? | Luisa *? †? ⚭ Luigi Isnardi Roero di Castello Conte di Sanfrè. *? †? | Ottavia *? †1563? ⚭ Giovanni Francesco Provana *? †?                      | Ottavia *? †1563? ⚭ Giovanni Francesco Provana *? †?                      | Giovanni Battista *1549 †1585 ⚭ Benedetta Spinola *? †?  | Giovanni Battista *1549 †1585 ⚭ Benedetta Spinola *? †?  | Veronica fl. 1603 ⚭ Clemente Vivalda *? † post 1605     | Veronica fl. 1603 ⚭ Clemente Vivalda *? † post 1605                                                             |                                                                |                                                                |                                                  |                                                  |             |             |
|                                             |                                             |                                                  |                                                  |                    |                    |                          |                          |                                                        |                                                        |                                                           |                                                           |                                                                          |                                                                          |                                                                      |                                                                      |                                                                           |                                                                           |                                                          |                                                          |                                                         | |                                                                |                                                                |                                                  |                                                  |             |             |
|                                             |                                             |                                                  |                                                  |                    |                    |                          |                          |                                                        |                                                        |                                                           |                                                           |                                                                          |                                                                          |                                                                      |                                                                      |                                                                           |                                                                           |                                                          |                                                          |                                                         | |                                                                |                                                                |                                                  |                                                  |             |             |
| · Ramo Principale · Duchi di Savoia         |                                             |                                                  |                                                  |                    |                    |                          |                          |                                                        |                                                        |                                                           |                                                           |                                                                          |                                                                          |                                                                      |                                                                      |                                                                           |                                                                           |                                                          |                                                          |                                                         | |                                                                |                                                                |                                                  |                                                  |             |             |